# 水俁站
水俁站（日语：〔〕／ Minamata eki */?）是一座位於熊本縣水俁市櫻井町一丁目的肥薩橙鐵道鐵道線的鐵路車站。此站曾經為九州旅客鐵道鹿兒島本線之車站，以及曾經連接九州旅客鐵道山野線。

## 車站構造
一個1面2線島式月台，一個1面1線相對式月台，可以列車交會。現時只使用島式月台。是地面車站有人站。

### 月台配置
| 月台 | 路線        | 目的地         |
| ---- | ----------- | -------------- |
| 1、2 | ■肥薩橙鐵道 | 八代、出水方向 |
| 3    |             | 停用           |

## 車站周邊

### 距離車站較近
- 「桂」商務旅館- 約1分鐘
- Chisso水俁本部、JNC水俁製造所
- 水俁市政廳
- 水俁郵局
- 水俁昭和郵局
- 水俁百間簡單郵局
- 蘇峰記念館 - 記念德富蘇峰設施
- 德富蘇峰、蘆花生家

### 距離車站較遠
- 湯之兒溫泉
- 湯之鶴溫泉
- 湯之兒西班牙村福田農園
- 水俁松果觀光物産館
- 熊本縣環境中心
- 水俁市立水俣病資料館
- 國立水俁疾病情報中心

### 巴士線
- 產交巴士
  - 往新水俁站、蘆北、日奈久溫泉、八代
  - 往平國、佐敷車廠
  - 往水俁港
  - 往水俁產交
- 南國巴士
  - 往大口、鹿兒島機場
  - 往出水、阿久根

## 歷史
- 1926年（大正15年）7月21日 - 鐵道省川内本線車站啟用。
- 1927年（昭和2年）10月17日 - 湯浦站至水俁站之間開業，八代站至川內站至鹿兒島站之間編入至鹿兒島本線。
- 1949年（昭和24年）6月1日 - 日本國有鐵道成立，成為國鐵車站。
- 1982年（昭和57年）11月15日 - 貨物服務停止、氮氣専用線停用。
- 1987年（昭和62年）4月1日 - 伴隨國鐵分割民營化，車站由九州旅客鐵道（JR九州）營運。
- 1988年（昭和63年）2月1日 - 山野線停運。
- 2004年（平成16年）3月13日 - 九州新幹線鹿兒島中央站（當日由西鹿兒島站改名而成）至新八代站之間開業，使鹿兒島本線八代站至川內站之間的鐵路業務由肥薩橙鐵道繼承。

## 相鄰車站
肥薩橙鐵道
■肥薩橙鐵道線
■觀光列車「橙食堂」
■快速「超級橙」（只限週末假日運行）
佐敷（OR09）－水俁（OR13）－出水（OR16）
■普通
新水俁（OR12）－水俁（OR13）－袋（OR14）

### 廢除路段
九州旅客鐵道
山野線
東水俁－水俁

## 相關項目
- 日本鐵路車站列表